# Бункина, Александра Захаровна
Александра Захаровна Бункина (21 апреля 1905 — 12 июня 1977, в девичестве Минаева) — советская легкоатлетка, выступавшая во многих дисциплинах (толкание ядра, прыжок в высоту, прыжок в длину, бег на короткие дистанции, эстафетный бег), Заслуженный мастер спорта СССР (1937). Выступала за клуб ЦДКА (Москва). Чемпионка страны 1931 года в эстафете 4×100 метров. В 1924—1925 годах — трёхкратная рекордсменка страны в толкании ядра (6,90 — 7,82). В 1920-х — начале 1930-х годов — одна из лучших спортсменок СССР в беге на 400 метров, прыжках в длину и высоту.
Выступала за сборную Москвы по баскетболу.
В 1926—1927 гг. прерывала спортивную карьеру в связи с беременностью и родами сына.
Похоронена на Ваганьковском кладбище.

## Спортивные результаты
Чемпионат СССР по лёгкой атлетике 1928 года
- Бронзовый призёр в дисциплине Толкание ядра — (8,40)

Всесоюзный праздник физической культуры 1924
- Победитель в дисциплине Толкание ядра (сумма рук) — (13,375)
- Серебряный призёр в дисциплинах:
  - Прыжок в высоту — (1,30)
  - Прыжок в длину с места — (2,17)
  - Прыжок с шестом — (2,00)
  - Толкание ядра — (7,14)
  - Троеборье (бег на 60 метров, толкание ядра, прыжок в высоту) — (2439,56)

Всесоюзные соревнования по лёгкой атлетике 1931 года
- Победитель в дисциплине Эстафета 4×100 метров — (53,2)

## Личная жизнь
- Муж Бункин, Николай Александрович (1896—1985) — спортсмен[1]
- Дети: Иван (1927—1950) — штурман аэросъёмки, Татьяна (1941—1945)